# Arta creștină
Arta creștină este arta sacră produsă într-o încercare de a ilustra, completa și înfățișa într-o formă tangibilă principiile creștinismului, deși sunt posibile și alte definiții. Cele mai multe grupuri creștine folosesc sau au folosit arta într-o oarecare măsură, deși unele au avut obiecții puternice la unele forme de imagini religioase, existând perioade majore ale iconoclasmului în cadrul creștinismului. Imagini cu Iisus Hristos și cu scene narative din Viața lui Hristos sunt subiectele cele mai comune, dar și unele scene din Vechiul Testament joacă un rol în arta celor mai multe confesiuni. Imagini cu Fecioara Maria și cu sfinți sunt mult mai rare în arta protestantă decât în cea ortodoxă sau romano-catolică.
Dintre cele trei religii avraamice (creștinismul, islamul și iudaismul) creștinismul face uz cel mai mult de imagini, care sunt interzise sau descurajate în islam sau în iudaism. Cu toate acestea există, de asemenea, o istorie considerabilă a aniconismului în creștinism din diferite perioade.